# یواس‌اس ماریون (۱۸۳۹)
یواس‌اس ماریون (۱۸۳۹) (به انگلیسی: USS Marion (1839)) یک کشتی بود که طول آن ۱۱۷ فوت (۳۶ متر) بود. این کشتی در سال ۱۸۳۹ ساخته شد.